# Vítor Gaspar

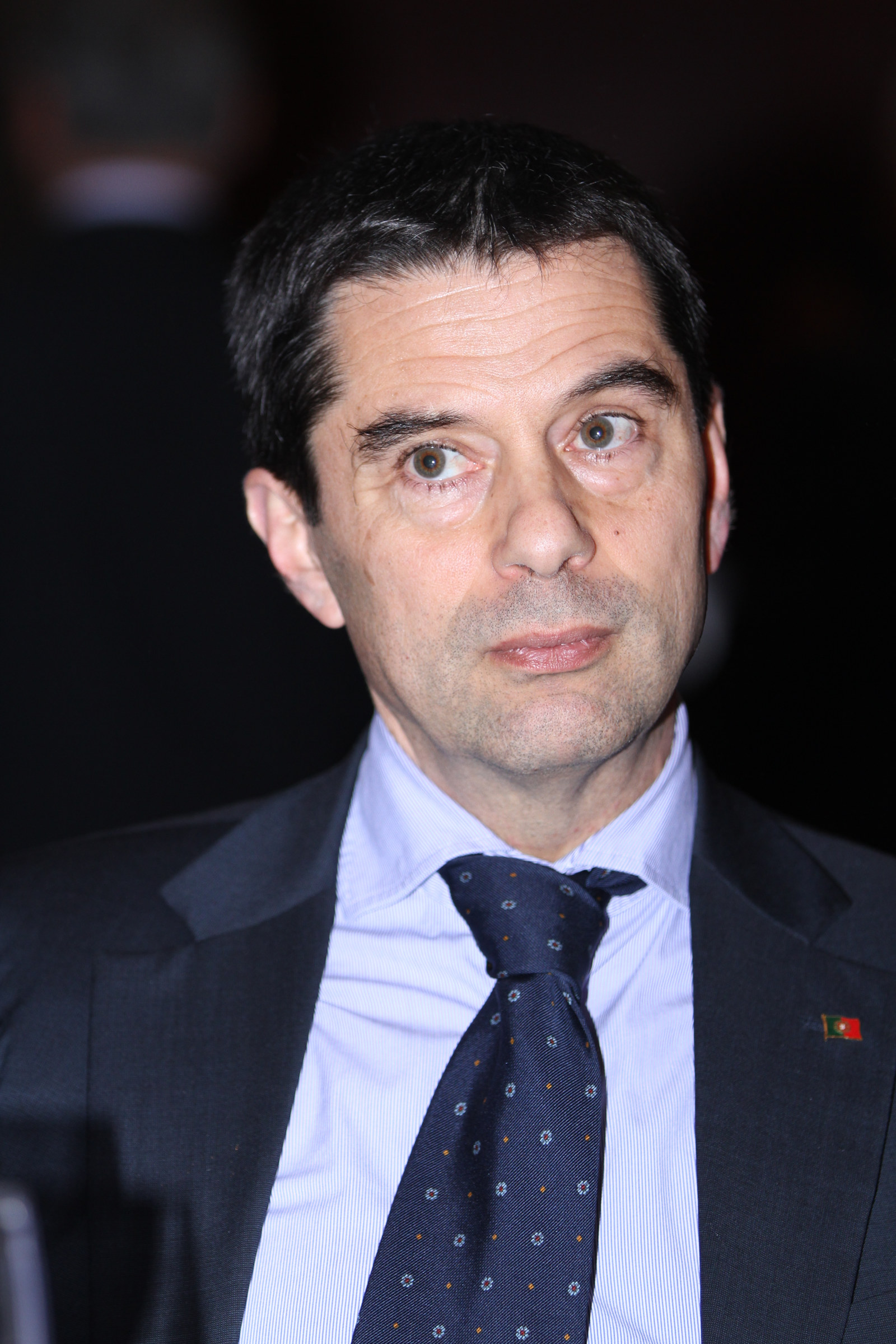
Vítor Gaspar, Minister van Financiën van Portugal, mei 2012

Vítor Gaspar (9 november 1960) is een Portugees econoom. Hij was van juni 2011 tot juli 2013 minister van Financiën en minister van staat (een soort vicepremier) in het kabinet-Coelho.
Gaspar studeerde af in de economie aan de Katholieke Universiteit van Portugal in 1982 en promoveerde in 1988 aan de Universidade NOVA de Lisboa.
Hij was van 1989 tot 1998 plaatsvervangend lid van het Europees Monetair Comité en vertegenwoordiger van de minister van financiën bij de intergouvermentele conferentie die leidde tot het Verdrag van Maastricht. Vanaf 2005 was hij enige tijd politiek adviseur bij de Europese Commissie (GEPA) en in 2007 werd hij hoofd van de afdeling van adviseurs.
Van 1998 tot 2004 was hij directeur-generaal van de onderzoeksafdeling van de Europese Centrale Bank. Daarna was hij directeur voor onderzoek en statistiek bij Banco de Portugal en directeur voor economische studies bij het Portugees ministerie van Financiën.
Gaspar heeft diverse (wetenschappelijke) publicaties op zijn naam staan, waaronder boeken en artikelen in wetenschappelijke tijdschriften.
Gaspar werd opgevolgd als minister van Financiën door Maria Luís Albuquerque.
- Gemeinsame Normdatei: 12307679X
- International Standard Name Identifier: 0000 0001 1597 624X
- Library of Congress Control Number: no92020547
- Nationale Bibliotheek van Israël: 987007368207005171
- Nederlandse Thesaurus van Auteursnamen: 266803768
- Système universitaire de documentation: 058592954
- Virtual International Authority File: 13207474
- WorldCat: E39PBJht3bYry6YyjQJHQYJv73